# Ludwig Kowald
Ludwig Kowald (* 17. Februar 1939 in Ragnitz; † 1. Juni 2007 ebenda) war ein österreichischer Politiker (ÖVP) und Landwirt. Kowald war von 1984 bis 1994 Abgeordneter zum Nationalrat.
Nach dem Besuch der Pflichtschule absolvierte Kowald die Höhere Landwirtschaftliche Bundeslehranstalt Francisco Josephinum, an der er 1959 maturierte. Zudem besuchte er Bundesseminare in Wien-Ober Sankt Veit und trug seit 1964 den Titel Agraringenieur. Kowald begann seine berufliche Karriere zwischen 1960 und 1966 bei der Agrarbezirksbehörde der Steiermark und war von 1966 bis 1970 Betriebsrat der Bezirkskammer für Land- und Forstwirtschaft in Leibnitz. Danach wirkte er von 1971 bis 1985 als Fachlehrer an der landwirtschaftlichen Fachschule Silberberg und war nach der Übernahme einer Landwirtschaft 1971 auch als Landwirt tätig. 
Politisch wirkte Kowald ab 1971 als Bürgermeister von Ragnitz und war zudem zwischen 1974 und 1984 Bezirksobmann des Steirischen Bauernbundes in Leibnitz. Zudem war er zwischen 1976 und 1985 Obmann der Bezirkskammer für Land- und Forstwirtschaft in Leibnitz und von 1983 bis 1996 Bezirksparteiobmann der ÖVP Leibnitz. Er war Vizepräsident des Österreichischen Kameradschaftsbundes im Landesverband Steiermark. Von 25. September 1984 bis zum 6. April 1994 vertrat er die ÖVP im Nationalrat. 